# Balener

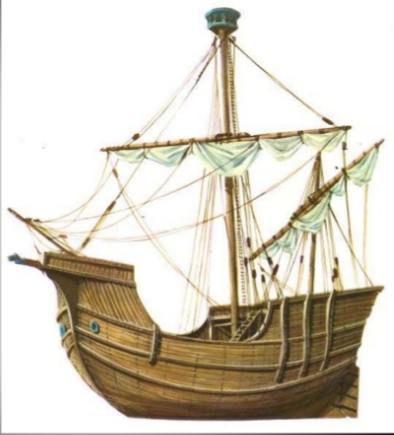
Maqueta inventada d'un balener portuguès del.

Entre els vaixells de vela medievals, un balener era una embarcació allargada i arrodonida, baixa de costats. Ormejada amb un arbre o dos s'usava en tasques de transport o com a nau de guerra. A més de les veles, podia desplaçar-se amb rems. Pel que fa al desplaçament, els baleners documentats són inferiors a les cent tones.
Referit a la caça de balenes la denominació de vaixell balener s'empra sovint simplificada, suprimint el substantiu: " A la novel·la Moby-Dick el nom del balener del capità Ahab era Pequod".

## Etimologia
Segons una teoria balener derivaria de "balingia", terme franc que significava "bressol".
Segons una altra hipòtesi “balener” derivaria de “balena”, del llatí “balaena” (o també “ballena” i “ballaena”).

## Balener mediterrani i "balinger" atlàntic?

Disposició de les llates "tinglades" (esquerra) i "juxtaposades" (dreta).

Considerant el sistema de construcció dels balingers atlàntics i els baleners mediterranis, sembla convenient recordar que (abans del segle XV) els primers es bastien amb folre tinglat mentre que els segons adoptaven el folre llis (amb llates disposades costat a costat sobre un esquelet resistent). Les altres característiques que defineixen un tipus de vaixell (eslora, mànega, puntal, calat, desplaçament, forma de la secció, aparell vèlic, timó…) no poden ser comparades per manca de documentació.
Pel tipus de funció i per desplaçament no hi ha cap inconvenient en considerar els balingers i els baleners dins del mateix tipus. Tampoc no seria cap disbarat considerar-los dos tipus diferents de vaixell.

## Referències particulars

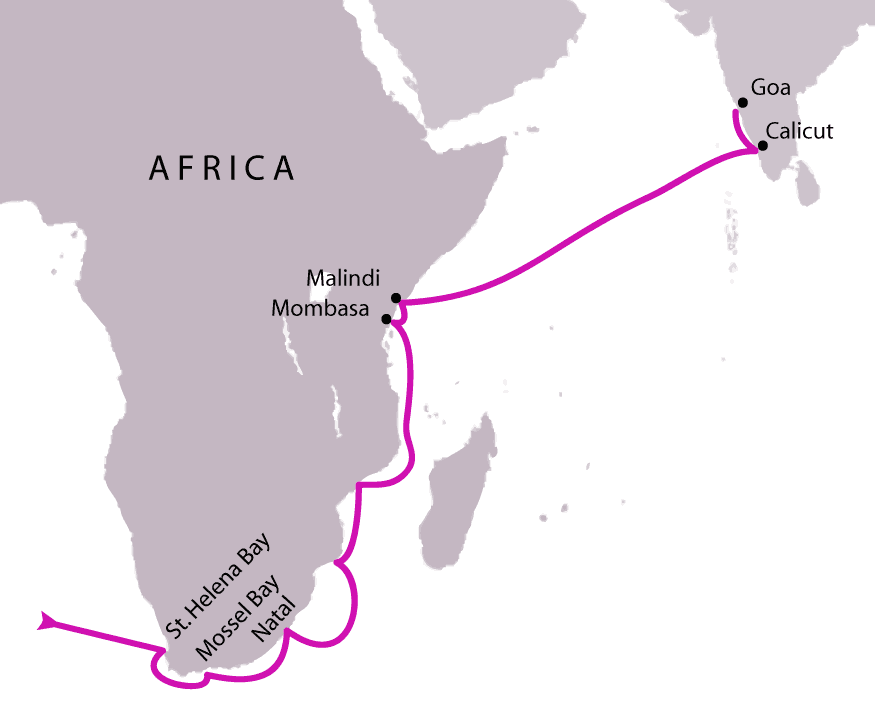
Primer viatge de Vasco da Gama